# Schistostega
Schistostega là một chi rêu trong họ Schistostegaceae.